# Marathon van Dubai 2011
De marathon van Dubai 2011 vond plaats op vrijdag 21 januari 2011. Het was de twaalfde editie van dit jaarlijkse evenement. Net als vorig jaar werd het evenement gesponsord door Standard & Chartered.
De wedstrijd bij de mannen werd gewonnen door de Keniaan David Barmasai. Hij finishte in 2:07.18. Bij de vrouwen was de Ethiopische Aselefech Mergia het snelste met een tijd van 2:22.45.
Bij de marathon kwamen 1305 deelnemers over de finish, waarvan 286 vrouwen.
Ook werd er een 10 km-wedstrijd gehouden, die werd voltooid door 6778 lopers, waarvan 2378 vrouwen.

## Uitslagen

### Mannen
| rang   | naam              | land | tijd    |
| ------ | ----------------- | ---- | ------- |
| Goud   | David Barmasai    | KEN  | 2:07.18 |
| Zilver | Evans Cheruiyot   | KEN  | 2:08.17 |
| Brons  | Eshetu Wondimu    | ETH  | 2:08.54 |
| 4      | Deressa Edae      | ETH  | 2:09.08 |
| 5      | Stephen Kibet     | KEN  | 2:09.27 |
| 6      | Birhanu Bekele    | ETH  | 2:09.54 |
| 7      | Emanuel Plilan    | KEN  | 2:10.27 |
| 8      | Adil Annani       | MAR  | 2:11.15 |
| 9      | Dereje Gebrehiwot | ETH  | 2:13.26 |
| 10     | Alebachew Debas   | ETH  | 2:13.39 |

### Vrouwen
| rang   | naam                | land | tijd    |
| ------ | ------------------- | ---- | ------- |
| Goud   | Aselefech Mergia    | ETH  | 2:22.45 |
| Zilver | Lydia Cheromei      | KEN  | 2:23.01 |
| Brons  | Isabellah Andersson | SWE  | 2:23.41 |
| 4      | Atsede Habtamu      | ETH  | 2:24.26 |
| 5      | Atsede Baysa        | ETH  | 2:25.08 |
| 6      | Diana Chepkemoi     | KEN  | 2:26.53 |
| 7      | Genet Getaneh       | ETH  | 2:27.13 |
| 8      | Workenesh Kidane    | ETH  | 2:27.15 |
| 9      | Helena Kirop        | KEN  | 2:27.41 |
| 10     | Feyse Tadese        | ETH  | 2:30.23 |

2000 ·
2001 ·
2002 ·
2003 ·
2004 ·
2005 ·
2006 ·
2007 ·
2008 ·
2009 ·
2010 ·
2011 ·
2012 ·
2013 · 
2014 · 
2015 ·
2016 ·
2017